# Фрумкина, Ревекка Марковна
Реве́кка Ма́рковна Фру́мкина (род. 28 декабря 1931, Москва) — советский и российский лингвист и психолог, эссеист. Доктор филологических наук, профессор. Научный сотрудник Института языкознания РАН. Автор более двухсот научных трудов (шесть книг на русском языке и две — на английском), ответственный редактор ряда сборников по лингвистике. Постоянный автор газеты «Троицкий вариант — Наука».

## Биография
Окончила с золотой медалью московскую школу № 175. Училась в одном классе с дочерьми А. Н. Поскрёбышева и Б. В. Родоса.
По окончании филологического факультета МГУ (1955, специальность «романские языки (французский, испанский)») работала библиографом ФБОН АН СССР в группе по изданию библиографического бюллетеня «Иностранная литература по языкознанию». С 1958 года — в Институте языкознания АН СССР (РАН); научный сотрудник сектора структурной и прикладной лингвистики, возглавлявшегося А. А. Реформатским. В 1963 году под руководством В. Н. Сидорова защитила в Москве кандидатскую диссертацию «Статистические методы изучения словарного состава», к 1973 году подготовила докторскую — «Вероятность элементов текста и прогноз в речевой деятельности». Защита прошла в июне 1975 года в ЛГУ (официальные оппоненты Л. В. Бондарко, Л. Р. Зиндер и Л. А. Чистович; утверждена в учёной степени лишь в 1980 году, после содействия академика  Г. В. Степанова и нескольких обращений в ВАК).
Более десяти лет была постоянным автором журнала «Знание — сила». С 1982 года издавала сборник «Экспериментальная психолингвистика». С 1967 года более 20 лет у неё дома собирался научный семинар. Профессор по специальности «Теория языка» (1991).
В 1997 году опубликовала книгу мемуаров «О нас — наискосок» с рассказами о своём поколении. Книга «Сквозь асфальт» (2012), состоящая из рецензий на книги последних лет, фактически в очерковом виде, эпизод за эпизодом, воссоздаёт историю российского интеллектуального слоя на протяжении XX века.
Муж — Юрий Аркадьевич Раковщик (1924—2009).

## Книги
- О точных методах исследования языка. М., 1961 (в соавт. с О. С. Ахмановой, И. А. Мельчуком и Е. В. Падучевой; англ. перевод 1963, чешск. перевод 1965)
- Статистические методы изучения лексики. М., 1964
- Цвет, смысл, сходство. М.: Наука, 1984
- О нас — наискосок. М.: Русские словари, 1997
- Внутри истории. Эссе. Статьи. Мемуарные очерки. М.: Новое литературное обозрение, 2002
- Мне некогда, или Осторожные советы молодой женщине. М.: Новое издательство, 2004
- Психолингвистика. М.: Академия, 2006 (переизд. 2008)
- Сквозь асфальт. М.: Новое литературное обозрение, 2012